# AS Nianan
Association Sportive Nianan w skrócie AS Nianan – malijski klub piłkarski, grający w pierwszej lidze, mający siedzibę w mieście Koulikoro.

## Sukcesy
- Puchar Mali[1]:
  - finał (3): 1994, 1999, 2004.

## Występy w afrykańskich pucharach
| Sezon | Rozgrywki                 | Runda   | Kraj    | Klub                   | Dom | Wyjazd | Dwumecz      |
| ----- | ------------------------- | ------- | ------- | ---------------------- | --- | ------ | ------------ |
| 1994  | Puchar CAF                | 1       | Gabon   | Delta Sports           | 1–1 | 2–0    | 3–1          |
| 1994  | Puchar CAF                | 2       | Tunezja | JS Kairouan            | 3–1 | 1–3    | 4–4 (k. 5–6) |
| 1995  | Puchar Zdobywców Pucharów | 1       | Togo    | Étoile Filante de Lomé | 0–1 | 2–0    | 2–1          |
| 1995  | Puchar Zdobywców Pucharów | 2       | Nigeria | Julius Berger FC       | 1–3 | 0–5    | 1–8          |
| 2005  | Puchar Konfederacji       | wstępna | Maroko  | Olympique Khouribga    | 1–1 | 0–1    | 1–2          |

## Stadion
Domowe mecze klub rozgrywa na stadionie o nazwie Stade Municipal de Koulikoro w Koulikoro. Stadion może pomieścić 8000 widzów.

## Reprezentanci kraju grający w klubie od 1992 roku
Stan na styczeń 2023.
| - Boubacar Diarra - Yaya Samaké | - Siaca Conté |